# Walter Palmer
Walter Scott Palmer (Ithaca, Nueva York, 23 de octubre de 1968) es un exjugador de baloncesto estadounidense que jugó dos temporadas en la NBA y posteriormente en la ACB, la liga francesa, la liga italiana, la liga argentina y, sobre todo, en la Basketball Bundesliga, donde permaneció 7 temporadas. Con 2,18 metros de estatura, lo hacía en la posición de pívot. Es el hermano del también jugador Crawford Palmer.

## Trayectoria deportiva

### Universidad
Jugó durante cuatro temporadas con los Big Green del Dartmouth College, en las que promedió 10,4 puntos y 5,3 rebotes por partido, En 1990, en su última temporada, fue elegido en el mejor quinteto de la Ivy League,

### Profesional
Fue elegido en la trigésimo tercera posición del Draft de la NBA de 1990 por Utah Jazz, con los que firmó un contrato por dos temporadas. Pero solo disputó la primera de ellas, contando muy poco para su entrenador, Jerry Sloan, que apenas lo utilizaba para darle algún descanso al pívot titular, Mark Eaton. Fue alineado en tan solo 22 partidos, promediando 1,4 puntos y 0,8 rebotes por partido.
Tras ser despedido, en 1991 se marcha a jugar a la liga alemana, fichando por el EnBW Ludwigsburg, regresando al año siguiente tras firmar como agente libre por un año por los Dallas Mavericks. Allí se encontró de nuevo con la misma situación que en los Jazz dos años atrás, dando minutos en este caso al rookie Sean Rooks, jugando únicamente 20 partidos en los que promedió 3,0 puntos y 2,2 rebotes.
Regrasó al año siguiente a Europa, para sustituir al lesionado Ben Coleman en las filas del Argal Huesca de la liga ACB, pero solo disputó dos partidos en los que no covenció al entrenador, promediando 11,5 puntos y 8,5 rebotes, antes de ser cortado y reemplazado por Irving Thomas. Tras esa decepción, regresa de nuevo al EnBW Ludwigsburg, donde acaba la temporada.
Tras probar sin fortuna con los Chicago Bulls, y quedarse nuevamente sin equipo, no tiene más remedio que aceptar la oferta del modesto Fos Ouest Provence Basket de la tercera división de la liga francesa, donde juega hasta recibir una oferta del Stefanel Milano de la liga italiana para sustituir a Ed Stokes. Allí jugaría 19 partidos, en los que promedió 8,1 puntos, 5,1 rebotes y 1,8 tapones.
En 1995 cambia de continente, marchándose a jugar al Ferro Carril Oeste de la liga argentina, para regresar a Alemania al año siguiente, fichando por el MTV Gießen. En 1997 cambia de equipo, firmando con el TTL Bamberg, donde permaneció 2 temporadas. En 1999 regresa a Francia, pero esta vez para jugar en un equipo de la LNB, el Le Mans Sarthe, donde juega durante una temporada. Regresa nuevamente a la liga alemana, fichando por el Skyliners Frankfurt y posteriormente por el TXU Energie Braunschweig, donde jugaría su última temporada como profesional, en la que promedió 8,0 puntos y 5,4 rebotes.

## Estadísticas de su carrera en la NBA

### Temporada regular
| Temporada | Edad | Equipo           | Liga | P  | TIT | MIN | TC  | TCA | %TC  | 3P  | 3PA | %3P  | TL  | TLA | %TL  | R.OF. | R.DEF. | REB | ASIS | ROB | TAP | PER | FP  | PTS |
| 1990-91   | 22   | Utah Jazz        | NBA  | 28 | 0   | 3.0 | 0.5 | 1.6 | .333 | 0.0 | 0.0 | .000 | 0.4 | 0.5 | .667 | 0.2   | 0.5    | 0.8 | 0.2  | 0.1 | 0.1 | 0.2 | 0.7 | 1.4 |
| 1992-93   | 24   | Dallas Mavericks | NBA  | 20 | 0   | 6.2 | 1.4 | 2.9 | .474 | 0.0 | 0.0 |      | 0.3 | 0.5 | .667 | 0.6   | 1.6    | 2.2 | 0.3  | 0.1 | 0.3 | 0.5 | 1.5 | 3.0 |
| Total     |      |                  | NBA  | 48 | 0   | 4.4 | 0.9 | 2.1 | .412 | 0.0 | 0.0 | .000 | 0.3 | 0.5 | .667 | 0.4   | 1.0    | 1.4 | 0.2  | 0.1 | 0.2 | 0.3 | 1.0 | 2.1 |

### Playoffs
| Temporada | Edad | Equipo    | Liga | P | MIN | TCA | TC | 3PA | 3P | TLA | TL | R.OF. | REB | ASIS | ROB | TAP | PER | FP | PTS | %TC  | %3P | %FT | MIN | PTS | REB | AST |
| 1990-91   | 22   | Utah Jazz | NBA  | 2 | 6   | 1   | 4  | 0   | 0  | 0   | 0  | 0     | 1   | 0    | 0   | 0   | 1   | 3  | 2   | .250 |     |     | 3.0 | 1.0 | 0.5 | 0.0 |
| Total     |      |           | NBA  | 2 | 6   | 1   | 4  | 0   | 0  | 0   | 0  | 0     | 1   | 0    | 0   | 0   | 1   | 3  | 2   | .250 |     |     | 3.0 | 1.0 | 0.5 | 0.0 |